# Mataco-Guaicuru
Mataco-Guaicuru, ime dano porodici indijanskih jezika nastaloj sjedinjavanjem samostalnih porodica Mataco-Macan i Guaycuruan, čiji se jezici govore na sjevernu Argentine i susjednim područjima Bolivije i Paragvaja. Danas je predstavljaju 12 jezika, od čega pet među Mbayá Indijancima i 7 među plemenima Mataco i Maccá.

## Vanjske poveznice
- Ethnologue (14th)
- Ethnologue (15th)